# محوطه قلا بوزو ۳
محوطه قلا بوزو ۳ مربوط به کالکولیتیک- سده‌های اولیه و میانی دوران‌های تاریخی پس از اسلام است و در شهرستان دره‌شهر، بخش مرکزی، ۱/۲ کیلومتری جنوب غرب دهستان ارمو واقع شده و این اثر در تاریخ ۲۶ دی ۱۳۸۶ با شمارهٔ ثبت ۲۰۶۲۱ به‌عنوان یکی از آثار ملی ایران به ثبت رسیده است.